# Odontochilus hatusimanus
Odontochilus hatusimanus är en orkidéart som beskrevs av Jisaburo Ohwi och Tetsuo Michael Koyama. Odontochilus hatusimanus ingår i släktet Odontochilus och familjen orkidéer. Inga underarter finns listade i Catalogue of Life.